# Open d'Austràlia 2025
L'Open d'Austràlia 2025, conegut oficialment com a Australian Open 2025, és un esdeveniment de tennis disputat sobre pista dura que pertany a la categoria de Grand Slam. La 113a edició del torneig se celebrà entre el 12 i el 26 de gener de 2025 al Melbourne Park de Melbourne, Austràlia.

## Resum
- L'italià Jannik Sinner va revalidar el títol aconseguit en l'edició anterior després de superar l'alemany Alexander Zverev. Aquest va ser el tercer títol de Grand Slam individual per Sinner, el segon aconseguit a l'Open d'Austràlia, i va esdevenir el tennista italià amb més Grand Slams individuals de la història del tennis. Amb el títol va reforçar la seva posició al capdamunt del rànquing individual. Per contra, Zverev va disputar la seva tercera final de Grand Slam individual sense emportar-se el títol en cap d'elles.[1]

- L'estatunidenca Madison Keys va guanyar el primer títol de Grand Slam del seu palmarès després de derrotar la belarussa i doble defensora del títol Arina Sabalenka, que havia encadenat 20 victòries consecutives en aquest torneig. Keys havia disputat només una final de Grand Slam, el US Open 2017, de manera que va esdevenir la tennista amb més distància entre les dues primeres finals de Grand Slam. També va esdevenir la tennista més veterana en guanyar aquest títol per primera vegada, i cal tenir en compte que va superar les dues primeres tennistes del rànquing a semifinals i final. Per Sabalenka va ser la tercera final consecutiva d'aquest torneig i va cedir per segona vegada en una final de Grand Slam d'un total de cinc disputades.[2]

- La parella formada pel finlandès Harri Heliövaara i el britànic Henry Patten van guanyar el segon títol de Grand Slam junts després del títol aconseguit a Wimbledon l'any anterior. En la final van derrotar els italians Simone Bolelli i Andrea Vavassori, que van tornar a ser finalistes per segon any consecutiu.[3]

- La txeca Kateřina Siniaková i l'estatunidenca Taylor Townsend van derrotar la taiwanesa Hsieh Su-wei i la letona Jeļena Ostapenko en la final per aconseguir el segon títol de Grand Slam juntes. Per Townsend també va ser el segon títol de Grand Slam del seu palmarès, mentre que per Siniaková va representar el desè títol en dobles femenins i el tercer Open d'Austràlia (2022, 2023).[4]

- La parella australiana formada per Olivia Gadecki i John Peers es van imposar en la final als també australians Kimberly Birrell i John-Patrick Smith, la primera vegada que succeïa en l'Era Open. Per Gadecki va representar el primer títol de Grand Slam del seu palmarès mentre que per Peers va ser el segon en la modalitat de dobles mixts i el tercer del seu palmarès.[5][6]

## Campions/es

### Elit
| Categoria          | Campions/es                        | Finalistes                          | Resultat             |
| ------------------ | ---------------------------------- | ----------------------------------- | -------------------- |
| Individual masculí | Jannik Sinner                      | Alexander Zverev                    | 6−3, 7−6(4), 6−3     |
| Individual femení  | Madison Keys                       | Arina Sabalenka                     | 6−3, 2−6, 7−5        |
| Dobles masculins   | Harri Heliövaara Henry Patten      | Simone Bolelli Andrea Vavassori     | 6−7(16), 7−6(5), 6−3 |
| Dobles femenins    | Kateřina Siniaková Taylor Townsend | Hsieh Su-wei Jeļena Ostapenko       | 6−2, 6−7(4), 6−3     |
| Dobles mixts       | Olivia Gadecki John Peers          | Kimberly Birrell John-Patrick Smith | 3−6, 6−4, [10−6]     |

### Júniors
| Categoria          | Campions/es                         | Finalistes                      | Resultat    |
| ------------------ | ----------------------------------- | ------------------------------- | ----------- |
| Individual masculí | Henry Bernet                        | Benjamin Willwerth              | 6−3, 6−4    |
| Individual femení  | Wakana Sonobe                       | Kristina Penickova              | 6−0, 6−1    |
| Dobles masculins   | Maxwell Exsted Jan Kumstát          | Ognjen Milić · Egor Pleshivtsev | 7−6(6), 6−3 |
| Dobles femenins    | Annika Penickova Kristina Penickova | Emerson Jones Hannah Klugman    | 6−4, 6−2    |

## Distribució de punts i premis

### Distribució de punts
| Esdeveniment       | G    | F    | SF  | QF  | 4a ronda | 3a ronda | 2a ronda | 1a ronda | Q  | Q3 | Q2 | Q1 |
| Individual masculí | 2000 | 1300 | 800 | 400 | 200      | 100      | 50       | 10       | 30 | 16 | 8  | 0  |
| Dobles masculins   | 2000 | 1200 | 720 | 360 | 180      | 90       | 0        | −        | −  | −  | −  | −  |
| Individual femení  | 2000 | 1300 | 780 | 430 | 240      | 130      | 70       | 10       | 40 | 30 | 20 | 2  |
| Dobles femenins    | 2000 | 1300 | 780 | 430 | 240      | 130      | 10       | −        | −  | −  | −  | −  |

### Distribució de premis
| Esdeveniment | G         | F         | SF        | QF      | 4a ronda | 3a ronda | 2a ronda | 1a ronda | Q3     | Q2     | Q1     |
| Individual   | 3.500.000 | 1.900.000 | 1.100.000 | 665.000 | 420.000  | 290.000  | 200.000  | 132.000  | 72.000 | 49.000 | 35.000 |
| Dobles       | 810.000   | 440.000   | 250.000   | 142.000 | 82.000   | 58.000   | 40.000   | −        | −      | −      | −      |
| Dobles mixts | 175.000   | 97.750    | 52.500    | 27.750  | 14.000   | 7.250    | −        | −        | −      | −      | −      |

- Els premis són en dòlars australians.
- Els premis de dobles són per equip.